# Співак Мойсей Семенович
Мойсе́й Семе́нович Спів́ак (1902 , Городище, Київська губернія  — невідомо ) — український радянський партійний діяч, депутат Верховної Ради УРСР 1-го скликання (1938–1947). Член і голова Ревізійної комісії КП(б)У (1938–1940). Член ЦК КП(б)У (1940–1949). Член нелегального ЦК КП(б)У (1942–1943). Секретар ЦК КП(б)У (травень 1940 — січень 1944). Член Оргбюро ЦК КП(б)У (травень 1940 — 1949). Депутат Верховної Ради СРСР 2-го скликання (1946–1951). Делегат XIV та XV з'їздів КП(б)У (1938, 1940)

## Біографія
Народився 1902 року в містечку Городище, тепер місто Городище, Черкаська область, Україна. 
Член ВКП(б) з 1927 року.
З 1932 року перебував на партійній роботі. До червня 1938 року — 1-й секретар Кагарлицького районного комітету КП(б) України Київської області.
У червні — 20 грудня 1938 року — 3-й секретар Київського обласного комітету КП(б) України.
26 червня 1938 року був обраний депутатом Верховної Ради УРСР 1-го скликання по Ржищівській виборчій окрузі № 93 Київської області. Голова Мандатної комісії Верховної Ради УРСР.
З листопада 1938 до квітня 1939 року — завідувач відділу керівних партійних органів ЦК КП(б) України. З грудня 1938 року — редактор журналу «Партробітник України» (за сумісництвом).
З квітня 1939 року — завідувач відділу кадрів ЦК КП(б) України.
17 травня 1940 — 21 січня 1944 року — секретар ЦК КП(б) України. З травня 1942 року — член Військової ради Південно-Західного фронту, заступник начальника Українського штабу партизанського руху.
У січні 1944 — січні 1949 року — 1-й секретар Житомирського обласного і міського комітетів КП(б) України. Звільнений з посади «за станом здоров'я».
У квітні 1949 — травні 1951 року — заступник міністра з кадрів і член колегії Міністерства меблевої промисловості і столярних виробів Української РСР.
У травні 1951 — липні 1953 року — заступник міністра державного контролю Української РСР і член колегії Міністерства державного контролю Української РСР.
З липня 1953 року — начальник відділу кадрів і член колегії Міністерства державного контролю Української РСР.

## Нагороди
- два ордени Леніна (07.02.1939, 23.01.1948)
- орден Червоного Прапора (01.04.1943)
- орден Вітчизняної війни 1-го ступеня (01.02.1945)
- орден Богдана Хмельницького 2-го ступеня (02.05.1945)[1]
- медалі.